# Coco Ho
Coco Ho (Honolulu, 28 de abril de 1991) é uma surfista profissional havaiana participa do World Women's Championship Tour. Ela é irmã de Mason Ho, filha de Michael Ho e sobrinha de Derek Ho.
Seu nome completo é Coco Malia Camille Hapaikekoa Ho.

## Carreira
Coco Ho começou a surfar com 7 anos e entrou no World Women's Championship Tour em 2009.

## Títulos
- 2005 Open Women’s Regional Hawaii
- 2006 Open Regional Hawaiian Champion
- 2006 Hawaii Billabong Junior
- 2007 Sunset Beach WCT - Trials winner
- 2007 VQS Championship
- 2007 Triple Crown Rookie of the Year
- 2008 US Open Junior Pro
- 2009 Ripcurl Search Portugal
- 2009 ASP Rookie of the Year
- 2009 World Women's Qualifying Series
- 2010 Bahia Brazil, WQS 4 Star
- 2010 Supergirl Pro Junior
- 2010 Maresia Girls International, (Brasil) WQS 6 Star
- 2011 Women’s Legendary Pacific Coast Pro, (Newcastle, Austrália) WQS 6 Star
- 2013 ASP Heat Of The Year
- 2014 Los Cabos Open Of Surf WQS 6 Star
- 2014 Oceano Santa Catarina Pro WQS 6 Star